# 99 Dywizja Strzelecka (ZSRR)
99 Dywizja Strzelecka (ros. 99-я стрелковая дивизия) – związek taktyczny piechoty Armii Czerwonej.
Sformowana w kwietniu 1924 na bazie 44 Dywizji Strzeleckiej jako 99 Terytorialna Dywizja Strzelecka. W czasie gdy dowodził nią gen. Andriej Własow, dywizja stawiana była za wzór dla Armii Czerwonej. 18.04.1943 przeformowana na 88 Dywizję Strzelecką Gwardii.
Sformowana po raz drugi 21.05.1943 na bazie 99 Brygady Strzeleckiej na Froncie Południowym.

## Dowódcy dywizji
- kombrig Iwan Turunow (był w 1939)[1]
- gen. Andriej Własow[2]

## Struktura organizacyjna
Drugie formowanie
- 1 Pułk Strzelecki
- 197 Pułk Strzelecki
- 206 Pułk Strzelecki
- 473 Pułk Artylerii Lekkiej